# Taenaris vanheurni
Taenaris vanheurni är en fjärilsart som beskrevs av Robert T. Bakker 1942. Taenaris vanheurni ingår i släktet Taenaris och familjen praktfjärilar. Inga underarter finns listade i Catalogue of Life.